# Massimo Capialbi
Massimo Capialbi (Vibo Valentia, 4 giugno 1874 – Amantea, 25 dicembre 1960) è stato un militare e politico italiano.